# Глас народа (лист)
Глас народа је ванпартијски лист националне оријентације који је излазио у Сомбору, од 1. децембра 1928. године до 19. марта 1941. године.

## Историјат
Сомбор је остао без иједног листа на српском језику после парламентарних избора 1927. године. Тако је дошло до покретања Гласа народа крајем следеће, 1928. године. 
У првом броју листа од 1. децембра 1928. године, власник и главни уредник Урош Јовановић Кригер је написао текст под насловом Мајко С.Х.С. не тим путем!, протестујући због диктаторског режима у Краљевини. Међутим, када је диктатура ипак уведена, у чланку Радуј се мајко С.Х.С., Кригер хвали краља као и његовог генерала Живковића. Могуће је да се Кригер овим чланком био изругивао, јер је у јавности био познат као велик заједљивац, и као новинар који заузима веома оштар правац. Као уредник често је објављивао непроверене информације, тако да су новинске стране биле пуне исправки, отворених писама, критичког обраћања уредништву, а често је добијао и тужбе. Држећи национални курс Кригер се током 1929. године писањем у новинама обраћао краљевској влади напомињујући при том да ново време тражи и нове људе, и скретао јој пажњу на лоше појаве из партизанског доба које се поново јављају. 
Чланком Мојим пријатељима из броја 15, друге године излажења листа, Кригер се опростио са читаоцима.
У наредном периоду Стеван Стојачић, као уредник, остаје прорежимски оријентисан, али из листа изоставља сваку личну полемику и критику, држећи се строге објективности у извештавању. Нарочито је осетљив био приликом писања о социјалним питањима. Приликом преузимања листа позивао је на сарадњу локалне просветне и националне раднике.
Стојачић се на разне начине довијао да привуче читаоце. Једно време је штампао Пољопривредни преглед те је тиме и број страница листа повећао на 6, па чак и на 8, али није успео да повеће тираж. И поред сталних позива имао је мало стручних сарадника. Лист је слао многим сомборским интелектуалцима, али се мали број њих на лист и претплатио. Због слабе подршке, лист почетком 1933. године предаје дотадашњем сараднику Јосипу Мијићу.
Нови уредник наставља са националном политиком. У уводним чланцима које је писао бавио се унутрашњим проблемима у уређењу државе, али и освртом на политику других земља, нарочито аспирацијама суседне Мађарске. Мијић је присталица новоформиране Југословенске националне странке.
Почетком 1935. године, лист је изашао из сенке режима, и више се оријентисао на локалне појаве и догађаје. Такав заокрет је заслуга новог уредника Лазара Плавшића, који се кратко време задржао у листу, јер бива ухапшен као члан комунистичког покрета.   
Неколико следећих бројева је потписивао Петар Царев.
Нови главни уредник, Божидар Мандић, лист је наставио да уређује у опозиционом духу, стајући употпуности на старану сиромашних радничких слојева.

### Политичка позадина
Лист је био национално оријентисан. Почетком 1935. године Глас народа престаје бити режимски лист и до краја свог постојања остао је  лист опозиционог духа.

### Периодичност излажења
Глас народа је био недељник, излазио је редово сваке суботе. 

### Изглед листа
У току излажења није мењао формат, али број страна јесте, од  4 стране колико је бројао најчешће, па све до 8 страна када је обиловао разним прилозима, вестима, огласима и лицитационим објавама.
Заглавље се мењало утолико што се као додатак наслова уместо недељни ванпартијски лист, којег је носио од првог броја, појавио додатак недељни лист за националу политику, али се и он након неког времена изгубио (од броја 20, треће године излажења листа). 
Уз велике напоре одржаво се тираж листа од 400 до 500 примерака, иако је за време свог излажења убрајан међу најбоље уређиване српске листове ван Београда.

### Место издавања
Сомбор, од 1. децембра 1928. до 19. марта 1941.

### Адреса уредништва
Уредништво листа је временом променило више адреса, од Јоргованске улице бр. 15, улице Змај Јове бр.1, Браће Михајловић бр. 16, до улице Златне греде бр. 17-19, где се налазила и штампарија.

### Штампарија
Од првог до последњег броја лист је штампан у штампарији Стевана Стојачића у Сомбору.